# Orston
Orston – wieś w Anglii, w hrabstwie Nottinghamshire. Leży 18 km na wschód od miasta Nottingham i 168 km na północ od Londynu.